# Söderkubban
Söderkubban, finska: Eteläkupu, är en ö i Finland. Den ligger i Bottenviken och i kommunen Karleby i den ekonomiska regionen  Karleby i landskapet Mellersta Österbotten, i den nordvästra delen av landet. Ön ligger nära Karleby och omkring 430 kilometer norr om Helsingfors.
Öns area är 10,6 hektar och dess största längd är 0,6 kilometer i nord-sydlig riktning. I omgivningarna runt Söderkubban växer i huvudsak blandskog.